# Ismail di Johor
Il colonnello Ismail Al-Khalidi ibni Al-Marhum Major General Sultan Sir Ibrahim Al-Masyhur (Johor Bahru, 28 ottobre 1894 – Johor Bahru, 10 maggio 1981) è stato sultano di Johor dal 1959 al 1981.

## Primi anni di vita
Tunku Ismail nacque all'Istana Semayam di Johor Bahru il 28 ottobre 1894 ed era il figlio maggiore di Tunku Ibrahim, poi sultano, e della sua prima moglie, Ungku Maimunah binti Ungku Abdul Majid. Il 2 novembre 1895 venne nominato dal padre da poco incoronato, Tunku Mahkota di Johor. Trascorse diversi anni nel Perak essendo iscritto al Collegio malese di Kuala Kangsar. Nel marzo del 1912 venne inviato in Inghilterra per essere istruito in un collegio; i suoi fratelli Tunku Abu Bakar e Tunku Ahmad in seguito fecero lo stesso.

## Reggente
Nel 1928 Tunku Ismail venne nominato reggente dello Stato per prendersi cura degli affari pubblici dato che il sultano Ibrahim cominciava a passare lunghi periodi di tempo in viaggio all'estero. Nel 1937 Tunku Ismail nominò un consigliere di stato e amico di famiglia, Onn Jaafar suo segretario privato e gli affidò il compito di creare il padiglione del Johor della fiera mondiale di San Francisco dell'anno successivo. Al ritorno di Onn dagli Stati Uniti, Tunku Ismail invitò Onn a riprendere le sue precedenti funzioni ed egli accettò. Poco prima che le armate giapponesi occupassero il sultanato, Tunku Ismail fuggì in Inghilterra per paura che il governo militare giapponese lo potesse manipolare mettendolo sul trono al posto del padre.
Tunku Ismail tornò nel Johor dopo la guerra e si confrontò con i movimenti nazionalisti malesi che erano sorti a seguito dell'insoddisfazione dei regnanti del progetto dell'Unione malese. Mentre il padre affrontava le critiche diffuse della popolazione malese e dei leader nazionalisti a causa della sua disponibilità iniziale a firmare il trattato istitutivo dell'Unione malese con Sir Harold MacMichael, Tunku Ismail mantenne un rapporto neutrale tra il governo britannico e i leader nazionalisti malesi. Tuttavia, Tunku Ismail officiò la cerimonia di apertura del primo congresso della United Malays National Organisation (UMNO) che si tenne all'Istana Besar nel maggio del 1946 mentre il sultano Ibrahim era a Londra.
Tunku Ismail assunse la responsabilità degli affari di stato dalla fine degli anni '40 e degli anni '50 e presenziò per conto del padre alle funzioni ufficiali. Il 27 agosto 1957 Tunku Ismail fu uno dei nove firmatari reali della Costituzione della Federazione della Malesia. Tuttavia, dovette affrontare la mite opposizione di alcuni leader nazionalisti del Johor, in particolare Ungku Abdullah, leader del Persatuan Kebangsaan Melayu Johor (PKMJ), un partito nazionalista che voleva la secessione del Johor dalla Federazione della Malesia. Pochi giorni prima della firma della Costituzione federale, Ungku Abdullah scrisse a Ibrahim di boicottare la cerimonia della firma. Egli rispose che aveva delegato i poteri esecutivi del sultanato al figlio. Ungku Abdullah fece la stessa richiesta a Tunku Ismail che la ignorò.

## Sultano di Johor
Tunku Ismail succedette al padre come sultano di Johor l'8 maggio 1959. Il 10 febbraio dell'anno successivo fu incoronato nella Sala del trono dell'Istana Besar di Johor Bahru. Il sultano era noto per essere molto vicino ai suoi sudditi, faceva viaggi annuali nei villaggi di tutti gli otto distretti dello Stato e spesso fece conoscenza dei dipendenti pubblici che lavoravano per il governo statale.

## Questione della successione
Il 10 agosto 1961 spogliò il suo figlio maggiore, Mahmud Iskandar, dalla carica di Tunku Mahkota (primo nella linea di successione al trono) a causa della sua cattiva condotta. Il 1º dicembre 1966 gli fu però concesso il titolo di Raja Muda (secondo nella linea di successione al trono). Il sultano nominò suo erede Abdul Rahman, suo secondo figlio. Tuttavia, poco prima della sua morte, il 29 aprile del 1981, Ismail riconfermò Iskandar come Tunku Mahkota. Gli succedette il mese successivo.

## Vita personale
Mite e tranquillo di natura, Ismail era un amante degli animali e fu determinante per la creazione del giardino zoologico di Johor. Aveva anche una collezione di animali selvatici che andavano dai cervi ai coccodrilli. Tra la comunità cinese del sultanato era conosciuto affettuosamente come "Lau Sultan", che letteralmente significa "vecchio o anziano sultano".
Ismail si sposò due volte. Entrambe le mogli ebbero il titolo di sultana.
Il 30 agosto 1920, in prime nozze sposò Ungku Tun Amina Binti Ungku Ahmad, nata il 5 febbraio 1905 e sua cugina di secondo grado. Aminah morì il 14 settembre 1977. Nell'agosto precedente infatti, il sultano e sua moglie rimasero coinvolti in un incidente d'auto a Kulai. La moglie rimase in uno stato vegetativo fino alla sua morte, avvenuta un mese più tardi a causa dei danni cerebrali riportati. Il sultano se la cavò con lievi ferite. Con lei ebbe sette figli, di cui solo tre raggiunsero l'età adulta:
- Tunku Abdul Jalil (11 maggio 1924 - 16 maggio 1925);
- Tunku Kalthum Maimunah (22 dicembre 1927 - 15 febbraio 1930);
- Tunku Mahmud Iskandar (8 aprile 1932 - 22 gennaio 2010);[18]
- Tunku Abdul Rahman (1933-1989);[19]
- Tunku Abdul Rahman (25 novembre 1935 - 12 luglio 1988);
- Tunku Helen (15 febbraio 1936 - 20 novembre 1937);
- Tunku Tun Maimunah (12 febbraio 1939 - 13 gennaio 2012).

Nel novembre del 1977 si risposò con Tengku Nora binti Tengku Panglima Raja Ahmad, nata il 10 ottobre 1937 e appartenente alla famiglia reale del Kelantan. Quest'ultima è la sorella di Tunku Puan Zanariah, moglie di suo figlio Iskandar. Tengku Nora venne incoronata sultana nell'ottobre successivo.
Ismail di Johor fu il primo cancelliere dell'Universiti Teknologi Malesia, istituita nel 1975.

## Morte
Ismail morì all'Ospedale Sultana Aminah di Johor Bahru il 10 maggio 1981 a 86 anni. Il giorno successivo fu sepolto nel mausoleo reale Mahmoodiah di Johor Bahru. Ricevette il titolo postumo di Al-Khalidi.

## Eredità
Diverse istituzioni e luoghi gli sono dedicati. Tra questi:
- Jalan Sultan Ismail di Kuala Lumpur, precedentemente noto come Treacher Steet fino al 2007[15]
- Ponte Sultano Ismail a Muar
- Aeroporto Internazionale di Johor Bahru-Senai Sultano Ismail
- Perpustakaan Sultan Ismail a Larkin[22]
- Masjid Sultan Ismail, Universiti Teknologi Malesia
- Ospedale specialistico Sultano Ismail, Taman Austin Perdana, Johor Bahru
- SMK Sultan Ismail, Johor Bahru
- Bangunan Sultan Ismail, Kota Iskandar, Iskandar Puteri